# Balanites wilsoniana
Espèce
Classification phylogénétique
Balanites wilsoniana est un arbre du genre Balanites dont l'agent de dispersion exclusif semble être l'éléphant. En effet, les éléphants de forêt d'Afrique jouent un rôle clé dans la dispersion des graines de cet arbre. Selon une étude, les graines qui sont passées par les éléphants avaient une chance de germination de 50,7%, tandis que celles récoltées directement sur l'arbre avaient une chance de germination de 3%. Bien que les éléphants ne soient pas essentiels à la germination des graines, ils augmente grandement les probabilités et jouent un rôle vital sur leur dispersion.

## Description
Le Balanites wilsoniana est un arbre à feuillage persistant, avec une couronne irrégulière et il est parfois épineux. Il peut mesurer de 30 à 50 mètres de hauteur et son fût mesure de 30 à 40 mètres.

## Habitat
Le Balanites wilsoniana peut se trouver dans les forêts tropicales persistantes ou semi-persistantes, dans les forêts humides, les plaines alluviales, les forêts sublittorales et sur les substrats riches en argile. Il peut se trouver jusqu'à 1200 mètres d'altitude.